# Geocaryum pindicola
Geocaryum pindicola är en flockblommig växtart som först beskrevs av Heinrich Carl Haussknecht, och fick sitt nu gällande namn av Lennart Engstrand. Geocaryum pindicola ingår i släktet Geocaryum och familjen flockblommiga växter. Inga underarter finns listade i Catalogue of Life.